# روبن استیگارگا
روبن استیگارگا (انگلیسی: Rubén Astigarraga؛ زادهٔ ۳ اوت ۱۹۵۰) بازیکن فوتبال اهل آرژانتین است.
از باشگاه‌هایی که در آن بازی کرده‌است می‌توان به باشگاه فوتبال ولز سارسفیلد اشاره کرد.